# Útok nožem na policejní prefektuře v Paříži
Útok nožem na policejní prefektuře v Paříži byl atentát islamistů ve Francii, při kterém 3. října 2019 zavraždil policejní zaměstnanec Mickaël Harpon na svém pracovišti na Île de la Cité v Paříži čtyři své kolegy a pátou oběť vážně zranil. Případ měl i politické dopady, protože francouzský ministr vnitra Christophe Castaner byl obviněn z utajování motivu islamistů poté, co dezinformoval veřejnost.

## Pachatel
Jak pachatel útoku byl identifikován 45letý muž Mickaël Harpon. Harpon se narodil v roce 1974 ve Fort-de-France na karibském ostrově a francouzském zámořském departementu Martinik. Od roku 2003 pracoval jako informatik na pařížské policejní prefektuře. Konkrétně byl přidělen k policejní tajné službě DRPP, která má mimo jiné na starosti sledování a potírání islámského terorismu. Mickaël Harpon byl ženatý a trpěl ztrátou sluchu. Podle vyšetřování konvertoval Harpon k islámu asi deset let před činem. Bydlel na banlieue Gonesse a navštěvoval tamní mešitu extremistického imáma. Po činu byly na jeho mobilním telefonu objeveny kontaktní osoby ze salafistické scény a obdobná chatovací skupina ve službě Telegram. Při prohlídce jeho bytu byly navíc nalezeny USB disky s propagandou Islámského státu. V roce 2015 na sebe Harpon upozornil, protože ospravedlňoval útok islamistů na redakci časopisu Charlie Hebdo. Incident byl nahlášen nadřízenému, který však nepřijal žádná opatření, protože Harpona nevyhodnotil jako hrozbu a ocenil jeho práci.

## Průběh útoku
V den činu, mezi 11:12 a 11:50, krátce před spácháním útoku, si Mickaël Harpon vyměnil velké množství zašifrovaných zpráv náboženského obsahu se svou manželkou Ilham E. narozenou v Maroku. Poté, co jí Harpon napsal islámské svědectví Alláhu akbar, odpověděla mu na konci jejich rozhovoru: „Následuj našeho milovaného proroka Mohameda a věnuj pozornost Koránu!“. Ve 12:34, během polední přestávky, si Harpon koupil 33 cm dlouhý kuchyňský nůž a nůž na ústřice s kratší čepelí. S nimi se vrátil do práce. Ve 12:53 podřízl hrdlo kolegovi, se kterým sdílel kancelář. Silnými bodnutími do hrudníku pak zabil další policisty a vážně zranil dalšího úředníka. Přesně ve 13:00 byl Harpon zastřelen policistou na nádvoří prefektury poté, co Harpon ignoroval několik příkazů k odhození nože. Odpovědný státní zástupce Jean-François Ricard později uvedl, že Harpon jednal při spáchání zločinu „bez jakékoli nervozity“ a zjevně měl v úmyslu při spáchání zločinu zemřít. Ricard také potvrdil u pachatele „extrémně násilnický přístup“.

## Následky a obvinění ze zastírání
Po činu mluvil francouzský ministr vnitra Christophe Castaner na tiskové konferenci o „dramatu na pracovišti“ a jako motiv uvedl napětí mezi pachatelem Harponem a jeho nadřízeným. To bylo způsobeno skutečností, že Harpon neviděl žádné příležitosti k postupu kvůli svému sluchovému postižení. Kromě toho Harpon „nikdy nevykazoval žádné nápadné chování ani sebemenší poplašný příznak“. Poté, co se ukázalo, že údajný nedostatek příznaků je nepravdivý, Castaner prohlásil, že měl informace pouze z Harponova zaměstnaneckého spisu. Ten však neobsahoval žádné relevantní informace. Bylo v něm dokonce mnohem více dobrých hodnocení. Teprve prostřednictvím tiskových zpráv o Harponově radikalizaci se o nich dozvěděl a kontaktoval prefekturu, která ho poté informovala o Harponově schvalování útoku na Charlie Hebdo.
Poté, co Castaner pronesl nepravdivá prohlášení, opozice požadovala jeho rezignaci a obvinila ho z krytí. Policejní kolegové pachatele uvedli ve francouzském bulvárním deníku Le Parisien, že byli pod tlakem, aby nesdělovali vyšetřovatelům varování, jako byla Harponova podpora terorismu. Stejně tak, ačkoliv na tom trvali, se příslušná svědectví nezapisovala do protokolu o výslechu.
Rozruch vyvolala i skutečnost, že Harpon byl zaměstnán v policejním průzkumném oddělení, „ředitelství pro zpravodajství“. Ten je zodpovědný mimo jiné za tajné vyšetřování a má soukromé adresy všech policistů. Vedoucí „Výzkumného centra pro zpravodajství“ Alain Rodier vyvodil, zda pachatel nemohl pracovat jako krtek pro džihádisty. V Harponově bytě byly po činu nalezeny USB paměťové karty s daty o desítkách jeho kolegů z práce.